# 达士岭
达士岭（英語：The Pinnacle@Duxton），位於新加坡广东民路1號，由7棟大樓組成，是世界最高的公營住宅。該項目由建屋发展局興建，2009年落成，位於26及50樓的空中花園是世上最長的空中花園，每個分別全長500（1,600英尺）。